# Jörg Schmidt-Reitwein
Jörg Schmidt-Reitwein (* 21. Februar 1939 in Königs Wusterhausen; † 21. August 2023) war ein deutscher Kameramann.

## Leben
Der Sohn des Kunstmalers Karl Schmidt-Reitwein und seiner Ehefrau Barbara, geborene Linde wuchs nach dem Tod des Vaters 1941 in Bad Schwartau auf. Ab 1952 besuchte er die Waldorfschule in Rendsburg. 1957 begann er in Lübeck ein Studium der Physik, das er nach vier Semestern abbrach.
1959 zog er nach Berlin und praktizierte im Synchronstudio der Aer Film/Genschow-Film sowie in dem Kopierwerk Fikopa. 1960 war er für die Tontechnik bei zwei Kurzfilmen verantwortlich, 1961 in derselben Funktion bei Hansjürgen Pohlands Spielfilmdebüt Tobby.
1961 geriet er in die Schlagzeilen, als er kurz nach dem Mauerbau bei der Unterstützung eines Fluchtversuches gefasst und von der DDR-Justiz als Menschenhändler und Kopfgeldjäger zu fünf Jahren in der Haftanstalt Bautzen verurteilt wurde. 1964 konnte ihn die Bundesrepublik gegen Butter im Wert von 86.000 DM freikaufen.
Schmidt-Reitwein ließ sich in München nieder und war an den Tonaufnahmen der Filme Wilder Reiter GmbH und Alle Jahre wieder beteiligt. Seit 1965 war er Kameraassistent bei mehreren Dokumentarfilmen. 1968 assistierte er wiederholt dem Kameramann Dietrich Lohmann.
Als Lohmann sich wegen der Gefährlichkeit der Aufnahmen bei dem Wüsten-Dokumentarfilm Fata Morgana zurückzog, sprang Schmidt-Reitwein ein, wodurch ihm der Durchbruch gelang. Er wurde zum bevorzugten Kameramann Werner Herzogs, arbeitete aber auch mit anderen Regisseuren des Neuen Deutschen Films wie Werner Schroeter, Alexander Kluge und besonders Herbert Achternbusch zusammen. Zweimal erhielt er den Bundesfilmpreis, 1976 für Herz aus Glas und 1984 für Wo die grünen Ameisen träumen.
Er war von 1965 bis 1972 mit Erika Kaul verheiratet und wurde Vater seiner Tochter Iris Maria (* 1966). Aus der zweiten Ehe mit Susanne Rupprecht stammt sein Sohn Tobias Lukas (* 1989) sowie seine Tochter Lisa (* 1992).

## Filmografie
- 1968: Heimatmuseum
- 1969: Der Image-Berater
- 1969: Maßnahmen gegen Fanatiker
- 1970: Anglia
- 1971: Behinderte Zukunft
- 1971: Land des Schweigens und der Dunkelheit
- 1971: Fata Morgana
- 1974: Jeder für sich und Gott gegen alle
- 1974: Das Andechser Gefühl
- 1974: Die große Ekstase des Bildschnitzers Steiner
- 1976: Herz aus Glas
- 1976: Die Atlantikschwimmer
- 1976: Ob’s stürmt oder schneit
- 1977: Bierkampf
- 1977: La Soufrière – Warten auf eine unausweichliche Katastrophe
- 1977: Servus Bayern
- 1977: Zeit der Empfindsamkeit
- 1978: Deutschland im Herbst
- 1979: Nosferatu – Phantom der Nacht
- 1979: Woyzeck
- 1979: Baldauf
- 1979: Die Patriotin
- 1979: Max und Traudl
- 1980: Der Kandidat
- 1980: Der Komantsche
- 1981: Das letzte Loch
- 1981: Der Neger Erwin
- 1982: Liebeskonzil
- 1982: Land of Look Behind
- 1983: Das Gespenst
- 1983: Der Depp
- 1983: Die Olympiasiegerin
- 1984: Rita Ritter
- 1984: Wanderkrebs
- 1984: Wo die grünen Ameisen träumen
- 1985: Die Praxis der Liebe
- 1986: Portrait Werner Herzog
- 1987: Triumph der Gerechten
- 1988: Seefahrer
- 1988: Villa Air Bel – Varian Fry in Marseille 1940/41
- 1989: Gesucht: Monika Ertl
- 1989: In meinem Herzen, Schatz…
- 1989: Wodaabe – Die Hirten der Sonne. Nomaden am Südrand der Sahara
- 1990: Bavaria Blue
- 1990: Echos aus einem düsteren Reich
- 1991: Wilma wohnt weit weg
- 1992: Heiß – Kalt
- 1992: Probefahrt ins Paradies
- 1993: Tatort: Himmel und Erde
- 1993: Brandnacht
- 1995: Glocken aus der Tiefe – Glaube und Aberglaube in Rußland
- 1996: Tatort: Das Mädchen mit der Puppe
- 1996: Tatort: Der Spezialist
- 1996: Tatort: Die Abrechnung
- 1996: Die Verwandlung der Welt in Musik: Bayreuth vor der Premiere
- 1996: Im Rausch der Liebe
- 2000: Fisimatenten
- 2000: Tatort: Trittbrettfahrer
- 2000: Das rote Strumpfband
- 2001: Pilgrimage
- 2003: Poem – Ich setzte den Fuß in die Luft und sie trug
- 2003: Himmelreich
- 2005: Jessye Norman – 'Ich leb allein in meinem Himmel, meinem Lieben, meinem Lied'
- 2007: Marmorera
- 2007: Der Ruf der Geckos
- 2012: Wie zwischen Himmel und Erde (aka Escape from Tibet)

## Auszeichnungen
- 1976: Filmband in Gold für Herz aus Glas
- 1984: Filmband in Gold für Wo die grünen Ameisen träumen